# OR2B6
OR2B6 (англ. Olfactory receptor family 2 subfamily B member 6) – білок, який кодується однойменним геном, розташованим у людей на короткому плечі 6-ї хромосоми. Довжина поліпептидного ланцюга білка становить 313 амінокислот, а молекулярна маса — 35 414.
| 10         |  | 20         |  | 30         |  | 40         |  | 50         |
| ---------- |  | ---------- |  | ---------- |  | ---------- |  | ---------- |
| MNWVNDSIIQ |  | EFILLGFSDR |  | PWLEFPLLVV |  | FLISYTVTIF |  | GNLTIILVSR |
| LDTKLHTPMY |  | FFLTNLSLLD |  | LCYTTCTVPQ |  | MLVNLCSIRK |  | VISYRGCVAQ |
| LFIFLALGAT |  | EYLLLAVMSF |  | DRFVAICRPL |  | HYSVIMHQRL |  | CLQLAAASWV |
| TGFSNSVWLS |  | TLTLQLPLCD |  | PYVIDHFLCE |  | VPALLKLSCV |  | ETTANEAELF |
| LVSELFHLIP |  | LTLILISYAF |  | IVRAVLRIQS |  | AEGRQKAFGT |  | CGSHLIVVSL |
| FYSTAVSVYL |  | QPPSPSSKDQ |  | GKMVSLFYGI |  | IAPMLNPLIY |  | TLRNKEVKEG |
| FKRLVARVFL |  | IKK        |  |            |  |            |  |            |

A: Аланін

C: Цистеїн

D: Аспарагінова кислота

E: Глутамінова кислота

F: Фенілаланін

G: Гліцин

H: Гістидин

I: Ізолейцин

K: Лізин

L: Лейцин

M: Метіонін

N: Аспарагін

P: Пролін

Q: Глутамін

R: Аргінін

S: Серин

T: Треонін

V: Валін

W: Триптофан

Кодований геном білок за функціями належить до рецепторів, g-білокспряжених рецепторів, білків внутрішньоклітинного сигналінгу. 
Локалізований у клітинній мембрані.